# Брифінг
Бр́ифінг (англ. briefing) — короткий публічний виступ, на якому учасники певних подій або заходів надають інформацію про поточний перебіг справ, позиції сторін, повідомляють раніше невідомі деталі та відповідають на запитання журналістів.

## Технологія проведення брифінгу

### Підготовка до брифінгу для ЗМІ
Підготовка до брифінгу триває 1–3 дні. За цей час до ЗМІ надсилається інформація щодо його проведення у формі прес-релізу із зазначенням теми та основних аспектів, які мають бути висвітлені. Паралельно персонально запрошуються представники мас-медіа телефоном, через електронну пошту та під час особистих зустрічей. Водночас готується доповідь виступаючого. Якщо виникає необхідність у висловлюванні різних думок або підкресленні одностайності щодо певної позиції, на брифінгу можуть бути присутні кілька представників відповідної організації. В такому разі головною є перша доповідь, що розкриває тему, інформаційний привід, задає тон сприйняття інформації, решта ж виступів доповнюють її, тим самим підкреслюючи одностайність.

### Особливості проведення брифінгу
Проведення брифінгу має свої особливості. Стислість викладу теми передбачає наявність продуманого тексту і вміння швидко та чітко реагувати та відповідати на будь-які питання.
Брифінг триває не більше 30 хвилин. З них перші 10 хвилин відводяться на представлення присутніх офіційних осіб та ознайомлення зі своєю позицією. Решту часу присвячується відповідям на бліц-питання, які задають співробітники ЗМІ. Брифінг — це не діалог, це короткі запитання і такі ж короткі, але повні інформаційні відповіді. Тому іноді брифінг проводять стоячи, в холі готелю, аеропорту, адміністративної будівлі.

### Переваги
Переваги брифінгу:
- дають можливість одночасної передачі інформації практично в усі ЗМІ;
- не витрачається час і зусилля на підготовку матеріалу для конкретного друкованого видання або телерадіоканалу — все це з урахуванням особливостей і пріоритетів свого ЗМІ зроблять на професійному рівні журналісти[2];
- проблему, яку поставлено за мету розкрити, журналісти висвітлять ширше, ніж це викладено у прес-релізі. Це відбувається завдяки тому, що журналісти мають можливість ставити свої питання.